# Gyömrő
Gyömrő est une ville et une commune du comitat de Pest en Hongrie qui compte environ 18 000 habitants.
Elle est équipée d'une base de loisirs autour d'un lac artificiel récemment modernisé et d'une usine qui fabrique de l'eau minérale gazéifiée.

## Jumelages
La ville de Gyömrő est jumelée avec :
- Regéc (Hongrie) depuis 2009
- Štvrtok na Ostrove (Slovaquie) depuis 2010